# Đại sứ quán Hoa Kỳ tại La Habana
Đại sứ quán Hoa Kỳ tại La Habana (tiếng Tây Ban Nha: Embajada de los Estados Unidos de América, La Habana) là cơ quan đại diện ngoại giao của Hoa Kỳ tại Cuba. Ngày 3 tháng 1 năm 1961, Tổng thống Mỹ Dwight D. Eisenhower đã cắt đứt quan hệ với nước này sau Cách mạng Cuba những năm 1950. Năm 1977, Tổng thống Mỹ Jimmy Carter và nhà lãnh đạo Cuba Fidel Castro ký kết một Thỏa thuận Văn phòng Lợi ích cho phép mỗi chính phủ hoạt động từ đại sứ quán cũ của mình ở La Habana và Washington D.C., gọi là Văn phòng Lợi ích; chỉ bị cấm treo cờ tương ứng mà thôi. Chủ tịch Cuba Raúl Castro và Tổng thống Mỹ Barack Obama đã khôi phục đầy đủ quan hệ ngoại giao vào ngày 20 tháng 7 năm 2015.
Tòa nhà đặt Văn phòng Lợi ích Hoa Kỳ tại La Habana từ năm 1977 đến năm 2015, hoạt động dưới sự bảo trợ của Đại sứ quán Thụy Sĩ (đóng vai trò là cơ quan bảo hộ). Ngày 1 tháng 7 năm 2015, có thông báo rằng với việc nối lại quan hệ ngoại giao, tòa nhà này vẫn tiếp tục đóng vai trò là Đại sứ quán Hoa Kỳ tại Cuba vào ngày 20 tháng 7 năm 2015.
Sau khi xuất hiện hội chứng Havana vào năm 2017, Hoa Kỳ đã rút phần lớn nhân sự khỏi đại sứ quán nên đến tháng 7 năm 2018 chỉ còn lại 10 nhà ngoại giao Mỹ để duy trì công tác ngoại giao. Việc cắt giảm nhân sự cũng làm giảm khả năng cung cấp các dịch vụ của đại sứ quán. Chính quyền Biden có kế hoạch mở rộng nhân viên tại đại sứ quán để tiếp tục xử lý toàn diện các dịch vụ thị thực nhập cư bắt đầu từ đầu năm 2023. Đại sứ quán này hiện đang nằm dưới sự lãnh đạo của Đại biện lâm thời Benjamin G. Ziff.

## Lịch sử

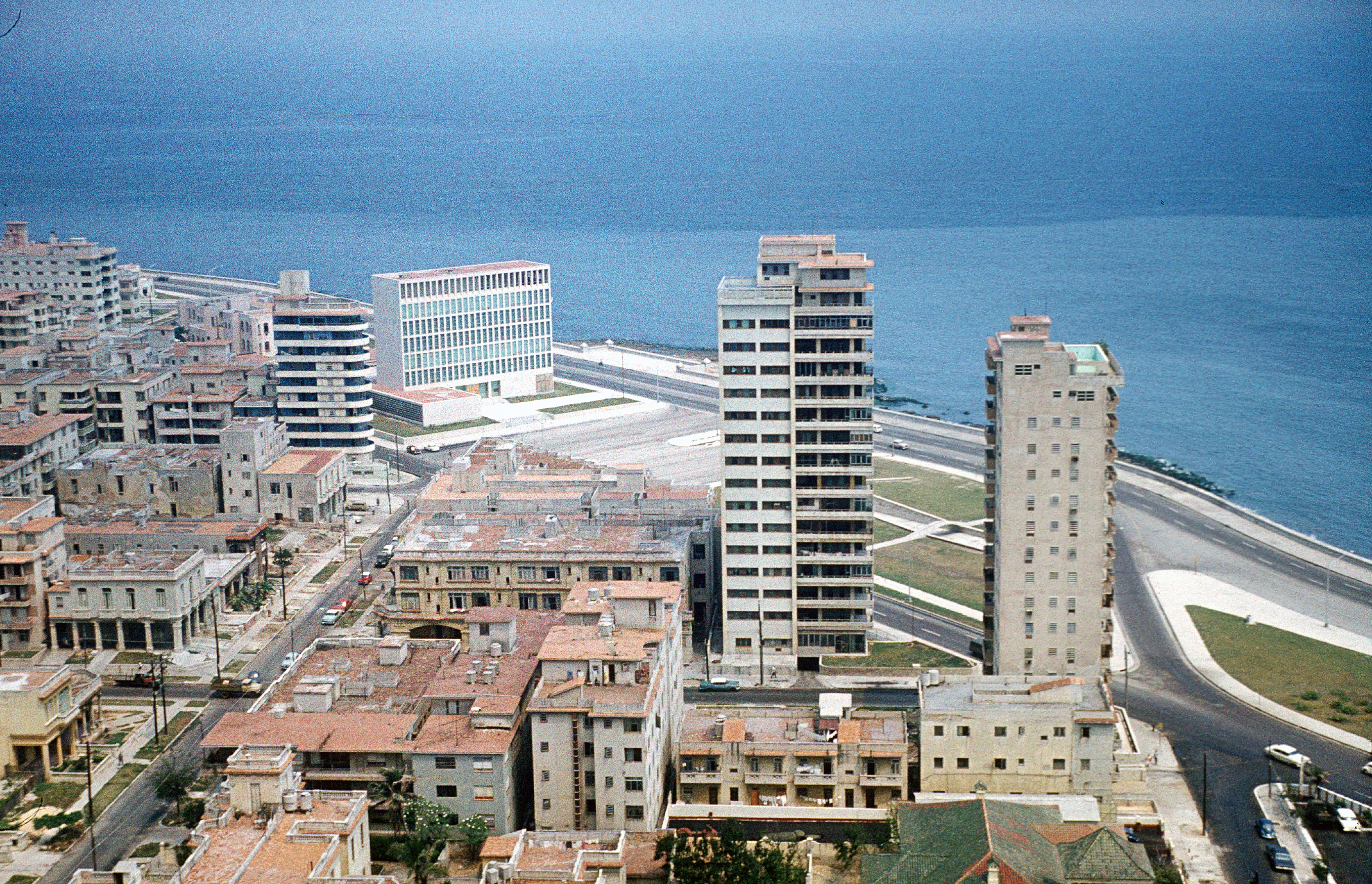
Đại sứ quán ở Malecón phía xa Bục Diễn thuyết Chống Đế quốc José Martí, khoảng năm 1973.

Đại sứ quán hiện tại được công ty kiến trúc Harrison & Abramovitz thiết kế theo phong cách Hiện đại-Thô mộc. Tòa nhà bảy tầng làm bằng bê tông và kính được hoàn thành vào năm 1953. Khu vườn của tòa nhà này do kiến trúc sư cảnh quan người California Thomas Dolliver Church thiết kế. Nhà thầu xây dựng tòa nhà này là Jaime Alberto Mitrani, PE, cũng là giáo sư kỹ thuật dân dụng tại Đại học La Habana. Khu phức hợp đại sứ quán nằm ngay trên đường Malecón đối diện với Bục Diễn thuyết Chống Đế quốc José Martí và gần Bộ Ngoại giao Cuba.
Sau khi cơ quan đại diện ngoại giao Hoa Kỳ không còn tồn tại vào năm 1961, nhân viên Mỹ đã không sử dụng tòa nhà này nữa cho đến khi văn phòng lợi ích mở cửa vào ngày 1 tháng 9 năm 1977. Năm 1963, Thủ tướng Cuba Fidel Castro đã ra lệnh tịch thu khu phức hợp, nhưng chính phủ Cuba chưa bao giờ thực hiện hành động nào, mặc dù họ vẫn tuyên bố quyền sở hữu tài sản vào năm 2012.
Trong thời gian khu phức hợp đóng vai trò là văn phòng lợi ích, Hoa Kỳ do Thụy Sĩ đại diện và nước này duy trì cả khu phức hợp đại sứ quán và các khu vực ảnh hưởng của nó. Việc cải tạo khu phức hợp được hoàn thành vào năm 1997.
Tòa nhà đã được nâng cấp từ văn phòng lợi ích và trở lại vai trò ban đầu là Đại sứ quán Hoa Kỳ tại Cuba vào ngày 20 tháng 7 năm 2015. Ngày 14 tháng 8 năm 2015, Ngoại trưởng Mỹ John Kerry đã chính thức mở cửa trở lại; tám nhà lập pháp quốc hội liên quan đến việc thay đổi chính sách đã tham dự, và ba người lính thủy quân lục chiến (Larry C. Morris, Mike East và Jim Tracy) từng hạ quốc kỳ Mỹ tại đại sứ quán này 54 năm trước đã giới thiệu một lá cờ mới, rồi sau được Thủy quân lục chiến chỉ định vào vị trí treo cờ lên.
Tháng 5 năm 2022, một dự án cải tạo tòa nhà Đại sứ quán trị giá 28 triệu USD đã được triển khai. Dự án cải tạo gặp phải một số vấn đề như vấn đề thị thực cho công nhân và kỹ thuật viên Hoa Kỳ cũng như tình trạng thiếu nguồn cung và các vấn đề về chất lượng nhiên liệu.

## Biến cố
Tháng 8 năm 2017, các báo cáo bắt đầu xuất hiện rằng những người Mỹ làm việc tại đại sứ quán đã gặp phải các sự cố liên quan đến sức khỏe, kể từ cuối năm 2016. Hai chục nhân viên của Bộ Ngoại giao cho biết họ đã trải qua hiện tượng được gọi là "tấn công sức khỏe". Bộ Ngoại giao xác định rằng các vấn đề sức khỏe có thể là kết quả của một cuộc tấn công hoặc do tiếp xúc với một thiết bị chưa được xác định, và không tin rằng chính phủ Cuba phải chịu trách nhiệm. Những người bị ảnh hưởng mô tả tổn thương não nhẹ tương tự như chấn động và các triệu chứng như mất thính giác tạm thời hoặc vĩnh viễn, mất trí nhớ và buồn nôn. Suy đoán tập trung vào vũ khí âm thanh hoặc siêu âm, nhưng sự đồng thuận khoa học cho rằng việc sử dụng vũ khí âm thanh là không hợp lý. Timothy Leighton, một chuyên gia về siêu âm, đã nói "Nếu bạn đang nói về một khẩu súng bắn tia hạ gục ai đó bằng sóng siêu âm thì họ không thể nghe thấy ở khoảng cách một trăm mét – điều đó sẽ không xảy ra".
Hoa Kỳ đã trục xuất hai nhà ngoại giao Cuba để đáp trả các vụ tấn công; chính phủ Cuba đề nghị hợp tác với phía Mỹ trong một cuộc điều tra về vụ việc này. Vào tháng 9, Bộ Ngoại giao Mỹ tuyên bố sẽ rút các nhân viên không khẩn cấp ra khỏi đại sứ quán Hoa Kỳ và cảnh báo công dân Mỹ không nên đến Cuba. Tháng 10 năm 2017, hãng tin Associated Press đã công bố những gì họ cho là bản ghi âm thanh mà một số nhân viên đại sứ quán đã nghe thấy trong các cuộc tấn công. Tuy nhiên, các nhà thần kinh học cấp cao được tờ The Guardian tư vấn cho rằng các sự cố về sức khỏe có thể là những lời phàn nàn về rối loạn tâm thần, thuộc loại thường được gọi là chứng cuồng loạn tập thể. Tháng 12 năm 2017, giới điều tra đã phát hiện ra những điều bất thường trong não nạn nhân. Chất trắng của não cho thấy những thay đổi về thể chất mà bác sĩ tin rằng không thể do âm thanh gây ra. Hiện họ đang tránh dùng thuật ngữ "âm thanh" để mô tả các cuộc tấn công và ngày càng có nhiều nghi ngờ rằng nguyên nhân là do một loại thiết bị âm thanh gây ra; đúng hơn, có thể âm thanh mà nạn nhân nghe thấy là sản phẩm phụ của tổn thương não. Trong một bài báo năm 2018 được xuất bản trên tập san JAMA, một nhóm các nhà nghiên cứu y tế tại Đại học Pennsylvania đã loại trừ vũ khí âm thanh và cho biết họ không thể tìm ra nguồn gốc căn bệnh mà nhân viên đại sứ quán đã trải qua. Họ nói rằng báo cáo của Associated Press khẳng định giới nghiên cứu đã tìm thấy tổn thương chất trắng trong não của bệnh nhân là sai và không có tổn thương nào như vậy cả. Tháng 1 năm 2019, một nghiên cứu về bản ghi âm thanh mà nhân viên đại sứ quán nghe được do Alexander Stubbs, sinh viên tốt nghiệp tại Đại học California, Berkeley, và Fernando Montealegre-Zapata, giáo sư sinh học giác quan tại Đại học Lincoln công bố. Nghiên cứu cho thấy âm thanh này trùng khớp với bài hát giao phối của loài dế đuôi ngắn Ấn Độ được tìm thấy quanh vùng biển Caribe. Giới nghiên cứu không kiểm tra nguyên nhân bệnh tật của các nhà ngoại giao và không loại trừ một cuộc tấn công bằng âm thanh "vào một thời điểm khác".
Cựu quan chức Bộ Ngoại giao và chuyên gia tình báo tên là James Lewis đã có lời tuyên bố như sau: "Chúng tôi biết chắc chắn 100% rằng đại sứ quán đang bị giám sát và công nghệ đang được sử dụng có thể còn thô sơ và quá mạnh"; ông lưu ý rằng vấn đề sức khỏe tại đại sứ quán Mỹ ở Moskva vào những năm 1970 được cho là có liên quan đến việc sử dụng loại thiết bị giám sát vi sóng.